# Evelina Gori
Evelina Gori, pseudonimo di Evelina Vermigli (Greve in Chianti, 10 luglio 1909 – Roma, 16 novembre 2005), è stata un'attrice italiana.

## Biografia
Esordì in televisione nel 1965 in un episodio della serie Le inchieste del commissario Maigret, con protagonista Gino Cervi.
La sua carriera, tuttavia, decollò solamente nel 1999, quando Enrico Oldoini la volle nel ruolo della storica nonna Elide della serie televisiva Don Matteo.
Da allora ha interpretato numerosi film in ruoli di abile e raffinata caratterista, come Fantozzi 2000 - La clonazione (1999) di Domenico Saverni, ma soprattutto Sotto il sole della Toscana (2003), di Audrey Wells.
Si è anche dedicata al lavoro di costumista, disegnando il guardaroba di Piano 17 (2005) dei Manetti Bros.
È deceduta a Roma, il 16 novembre 2005, all'età di 96 anni.

## Filmografia

### Cinema
- La notte di San Lorenzo, regia di Fratelli Taviani (1982)
- Il nodo alla cravatta, regia di Alessandro Di Robilant (1991)
- Mille bolle blu, regia di Leone Pompucci (1993)
- Caino e Caino, regia di Alessandro Benvenuti (1993)
- Il tempo del ritorno, regia di Lucio Lunerti (1993)
- Al centro dell'area di rigore, regia di Roberto Garbuglia (1994)
- Siete mil dias juntos, regia di Fernando Gómez (1994)
- La chance, regia di Aldo Lado (1994)
- I laureati, regia di Leonardo Pieraccioni (1995)
- Ferie d'agosto, regia di Paolo Virzì (1996)
- Il signor Quindicipalle, regia di Francesco Nuti (1998)
- Lucignolo, regia di Massimo Ceccherini (1999)
- Fantozzi 2000 - La clonazione, regia di Domenico Saverni (1999)
- La vita è un gioco, regia di Fabio Campus (2000)
- Tobia al caffè, regia di Gianfranco Mingozzi (2000)
- Si fa presto a dire amore, regia di Enrico Brignano (2000)
- Il fratello minore, regia di Stefano Gigli (2000)
- Al momento giusto, regia di Giorgio Panariello e Gaia Gorrini (2000)
- Volesse il cielo!, regia di Vincenzo Salemme (2002)
- Il quaderno della spesa, regia di Tonino Cervi (2003)
- Sotto il sole della Toscana (Under the Tuscan Sun), regia di Audrey Wells (2003)

### Televisione
- Al calar del sipario, di Noël Coward, regia di Marcello Sartarelli, trasmessa il 26 novembre 1965.
- Le inchieste del commissario Maigret, episodio Una vita in gioco (1965)
- Quinta colonna, regia di Vittorio Cottafavi (1966)
- Nero Wolfe, episodio Salsicce a mezzanotte (1971)
- Sorelle Materassi (1972)
- Un inviato molto speciale, episodio Novantottesimo minuto - regia di Vittorio De Sisti (1992)
- La rossa del Roxy Bar (1995)
- Linda e il brigadiere (1997)
- Dio vede e provvede II (1997)
- Don Matteo (2000-2002)
- Un difetto di famiglia (2002)

## Radio
- La casa di Bernarda Alba, di Federico García Lorca, regia di Giancarlo Cobelli, 8 maggio 1998.